# Syndrome d'hypersensibilité médicamenteuse
 Mise en garde médicale
Le syndrome d'hypersensibilité médicamenteuse en anglais : DRESS Syndrome pour Drug Reaction (ou Rash) with Eosinophilia and Systemic Symptoms ou DiHS pour Drug-induced Hypersensitivity Syndrome, peut rassembler une éruption cutanée généralisée, une fièvre élevée, des troubles hématologiques (éosinophilie, lymphocytose), une atteinte viscérale (hépatite, néphrite, pneumonie, péricardite et myocardite) et, chez certains patients, une réactivation du virus humain de l'herpès de type 6 dans les semaines qui suivent le début d'un traitement médicamenteux.

## Terminologie
L'acronyme médical a été créé dans une description de cas clinique en 1996 avec l'objectif de simplifier la dénomination terminologique d'un syndrome initialement décrit en 1959,,.
Le syndrome DRESS est un des nombreux termes utilisés pour décrire une réaction idiosyncrasique grave à un médicament, caractérisée par une longue période de latence après l'exposition au médicament incriminé, une éruption cutanée, l'implication des organes internes, des anomalies hématologiques et des atteintes systémiques. Des synonymes et acronymes sont parfois employés : « syndrome d'hypersensibilité » (SH), en anglais : Hypersensitivity Syndrome (HHS), « syndrome d'hypersensibilité aux anticonvulsivants » (SHA), en anglais : Anticonvulsant Hypersensitivity Syndrome (AHS), « syndrome d'hypersensibilité médicamenteuse », en anglais : Drug-Induced Hypersensitivity Syndrome (DIHS), « syndrome d'hypersensibilité médicamenteuse retardée multiviscérale », en anglais : Drug-Induced Delayed Multiorgan Hypersensitivity Syndrome (DIDMOHS) et « pseudolymphome médicamenteux ».

## Description
Ce syndrome est déclenché par l'exposition à certains médicaments, à l'origine d'un rash, une fièvre, une inflammation de certains organes internes, une lymphadénopathie et des anomalies hématologiques telles qu'une éosinophilie, une thrombopénie et une lymphocytose avec des cellules atypiques. Le taux de létalité de ce syndrome s'élève à 10 %,.
Habituellement les symptômes du syndrome DRESS apparaissent plusieurs semaines après l'exposition au médicament incriminé. Il n'existe aucun Gold Standard pour porter le diagnostic ; au moins deux listes de critères diagnostiques ont été proposées : les critères RegiSCAR et les critères du groupe japonais de consensus sont détaillés dans le tableau :
| Critères RegiSCAR d'inclusion pour le syndrome d'hypersensibilité médicamenteuse. Trois critères sur les quatre marqués d'une étoile sont nécessaires pour poser le diagnostic. | Critères du groupe japonais de consensus sur le syndrome d'hypersensibilité médicamenteuse. Sept critères sont nécessaires pour poser le diagnostic (ou les cinq premiers pour le diagnostic de syndrome atypique). |
| --- | --- |
| Hospitalisation | Rash maculopapuleux apparaissant plus de 3 semaines après le début du traitement médicamenteux incriminé |
| Suspicion de lien entre la réaction et un médicament | Persistance des symptômes 2 semaines après l'arrêt du traitement médicamenteux incriminé |
| Rash aigu* | Fièvre > 38 °C |
| Fièvre > 38 °C* | métabolisme hépatique perturbé (ALAT > 100 U/L) ou toute autre défaillance d'organe |
| Adénopathie dans au moins 2 sites distincts* | anomalies leucocytaires |
| Défaillance d'au moins un organe viscéral* | Leucocytose ( > 11 x 109/L) |
| Anomalies de la formule sanguine (lymphopénie ou lymphocytose*, éosinophilie*, thrombocytopénie*)                                                                               | Lymphocytes atypiques (> 5 %) |
| | Lymphadénopathie |
| | Réactivation de l'Herpèsvirus humain type 6 |

Les symptômes peuvent être graves et impliquer différents organes de manière très variable d'un individu à l'autre :
| Incidence des atteintes d'organe en cas de syndrome d'hypersensibilité médicamenteuse | Incidence des atteintes d'organe en cas de syndrome d'hypersensibilité médicamenteuse |
| Organe                                                                                | Pourcentage de patients présentant une atteinte d'organe                              |
| ------------------------------------------------------------------------------------- | ------------------------------------------------------------------------------------- |
| Foie                                                                                  | 80 %                                                                                  |
| Reins                                                                                 | 40 %                                                                                  |
| Poumons                                                                               | 33 %                                                                                  |
| Cœur/myocarde                                                                         | 15 %                                                                                  |
| Pancréas                                                                              | 5 %                                                                                   |

| Incidence des anomalies hématologiques au cours du syndrome d'hypersensibilité médicamenteuse | Incidence des anomalies hématologiques au cours du syndrome d'hypersensibilité médicamenteuse |
| Anomalie                                                                                      | Pourcentage de patients présentant cette anomalie                                             |
| --------------------------------------------------------------------------------------------- | --------------------------------------------------------------------------------------------- |
| Lymphocytes atypiques                                                                         | 63 %                                                                                          |
| Éosinophilie                                                                                  | 52 %                                                                                          |
| Lymphocytopénie                                                                               | 45 %                                                                                          |
| Thrombocytopénie                                                                              | 25 %                                                                                          |
| Lymphocytose                                                                                  | 25 %                                                                                          |

la biopsie de peau peut être faite pour éliminer d'autres causes. Elle retrouve des lésions proches de celles d'une dermatite médicamenteuse. L'hyperéosinophilie cutanée est rare.

## Épidémiologie
L'incidence du syndrome d'hypersensibilité médicamenteuse est estimée à un cas pour 5 000 à 10,000 expositions, notamment à la phénytoïne, à la carbamazépine ou au phénobarbital,.

## Causes
La cause exacte est inconnue, très probablement polyfactorielle.
Les médicaments incriminés dans un syndrome d'hypersensibilité médicamenteuse sont principalement des anticonvulsivants : phénobarbital, carbamazépine, phénytoïne, lamotrigine, certains antibiotiques : minocycline, sulfamides et dapsone, mais aussi l'allopurinol, le modafinil, etc.
Ce syndrome a été associé à l'Herpèsvirus humain type 6,,,.
Il est décrit une prédisposition génétique, l'atteinte étant plus fréquente chez les porteurs de certains groupes HLA.

## Traitement
La Société française de dermatologie a publié des recommandations en 2010 sur la prise en charge de la maladie.
Le traitement consiste à arrêter le traitement en cause, et à assurer des soins de soutien : une corticothérapie par voie générale est habituellement administrée sans qu'aucun essai clinique n'ait évalué son efficacité.
La combinaison de corticoïdes-valganciclovir (à visée antivirale contre l'herpèsvirus humain type 6) et d'acétylcystéine pourrait avoir un intérêt.